# Государственный совет Адыгеи
Государственный совет — Хасэ Республики Адыгея (адыг. Адыгэ Республикэм и Къэралыгъо Совет — Хасэ) — законодательный (представительный) однопалатный орган государственной власти Адыгеи, является постоянно действующим высшим и единственным органом законодательной власти республики.

## Верховный Совет Республики Адыгея первого созыва (март 1992-ноябрь 1993)
Хроника основных событий истории Парламента Республики Адыгея.
- 5 октября 1990 года на внеочередной сессии Адыгейского областного Совета народных депутатов принято решение о повышении государственно-правового статуса Адыгейской автономной области до уровня республики и провозглашена Адыгейская автономная Советская Социалистическая Республика в составе РСФСР.
- 28 июня 1991 года принята декларация о государственном суверенитете Советской Социалистической Республики Адыгея.
- 3 июля 1991 года Верховным Советом РСФСР принят Закон «О преобразовании Адыгейской автономной области в Советскую Социалистическую Республику Адыгея в составе РСФСР».
- 23 сентября 1991 года принято постановление Президиума Верховного Совета РСФСР «О порядке и сроках проведения выборов народных депутатов в Советской Социалистической Республике Адыгея в составе РСФСР».
- 22 декабря 1991 года состоялись выборы депутатов Верховного Совета и Президента ССР Адыгея.
- 5 января 1992 года в результате повторного голосования избран первый Президент ССР Адыгея А. А. Джаримов.
- 17 января 1992 года на 1 съезде народов Адыгеи первый Президент Советской Социалистической Республики Адыгея в составе РСФСР А. А. Джаримов принес присягу и вступил в должность.
- К 1 марта 1992 года в результате нескольких этапов выборов избраны 89 депутатов Верховного Совета из 100.
- 17 марта — 24 марта 1992 года состоялась первая организационная сессия Верховного Совета ССР Адыгея.

Председателем Верховного Совета избран А. Х. Тлеуж, заместителем председателя А. А. Радченко.

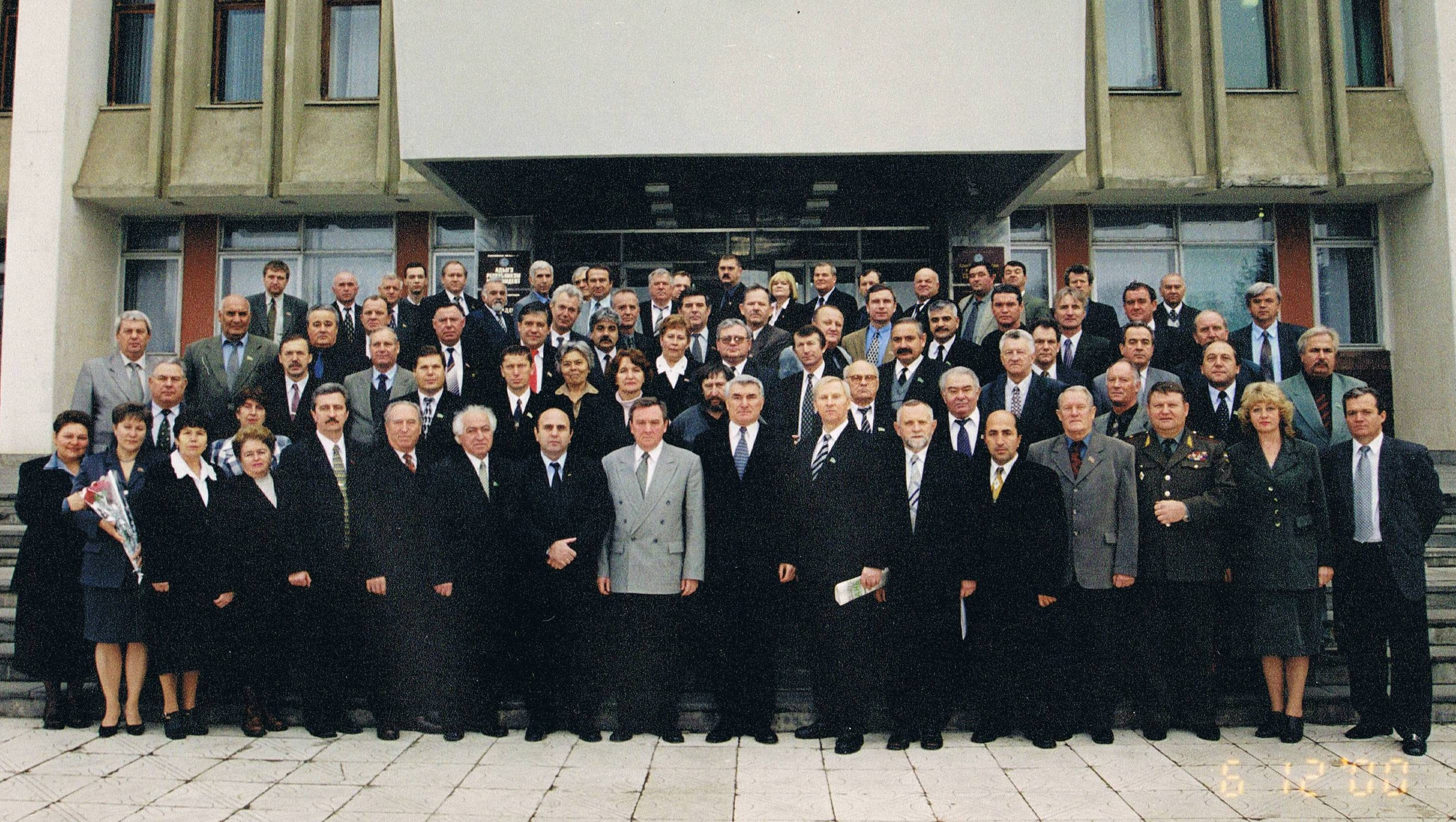
Парламенты Краснодарского края и Адыгеи. Майкоп, 6 декабря 2000 года.

Структура Верховного Совета Республики Адыгея

### Состав
Адыгейцы - 42%

### Председатель
Тлеуж, Адам Хусейнович
- Президиум (председатель, заместитель, председатели комитетов)
- Заместитель Председателя Радченко Александр Александрович

### Комитеты
- Комитет по законодательству, законности, правопорядку и правам человека

председатель комитета Беретарь Талий Аскерович
- Комитет по бюджетно-финансовым вопросам

председатель комитета Аннин Сергей Николаевич
- Комитет по вопросам промышленности, строительству, связи, жилищно-коммунальным и бытовым вопросам

председатель комитета Зинюхин Вадим Владимирович
- Комитет по вопросам экономических реформ, собственности, социально-экономической политике и внешним связям

председатель комитета Ткаченко Юрий Сергеевич
- Комитет по социальному развитию села, аграрным вопросам и продовольствию

председатель комитета Руденко Алексей Иванович
- Комитет по вопросам работы Советов народных депутатов и развития самоуправления

председатель комитета Дауров Каплан Касимович
- Комитет по здравоохранению, физкультуре и спорту, защите, материнству и детству

председатель комитета Агиров, Аслан Хангиреевич
- Комитет по национальным вопросам и межнациональным отношениям, связям с общественными организациями и

соотечественниками за рубежом
председатель комитета Удычак Юрий Юнусович
- Комитет по делам военнослужащих, инвалидов, ветеранов войны и труда

председатель комитета Дорофеев, Александр Анатольевич
- Комитет по науке, народному образованию, культуре и делам молодежи

предатель комитета Тхакушинов, Асланчерий Китович
- Комитет по экологии, рациональному использованию природных

ресурсов и развитию туризма
председатель комитета Козменко Георгий Георгиевич
- Комитет по средствам массовой информации, гласности и изучению общественного мнения

председатель комитета Мирза Дзепщ Рамазанович
- - Руководитель Аппарата Верховного Совета — Смирнова Елена Викторовна

- 23 марта 1992 года принят закон ССР Адыгея «Об изменении наименования Республики ССР Адыгея».
- 24 марта 1992 года принят Закон Республики Адыгея «О Государственном флаге Республики Адыгея», утверждены гимн и герб Республики.
- 27 марта 1992 года принято постановление Верховного Совета Республики Адыгея «О комиссии по подготовке проекта Конституции Республики Адыгея».

## Законодательное Собрание (Хасэ) — Парламент Республики Адыгея первого созыва (ноябрь 1993 — январь 1996)
- 12 октября 1993 года принято постановление Верховного Совета Республики Адыгея «О реформировании представительных органов власти Республики Адыгея».

- 10 ноября 1993 года принят Закон Республики Адыгея «О представительном и законодательном органе власти Республики Адыгея на переходный период», которым сформировано Законодательное Собрание (Хасэ) — Парламент Республики Адыгея численностью 45 депутатов из 100 депутатов Верховного Совета первого созыва.

Структура Законодательного Собрания (Хасэ) — Парламента Республики Адыгея
- Президиум

### Председатель
Тлеуж, Адам Хусейнович
- Заместитель Председателя Радченко Александр Александрович

### Комитеты
- Комитет по законодательству, законности и правам человека

председатель комитета Беретарь Талий Аскерович
- Комитет но бюджетно-финансовой политике и собственности

председатель комитета Зинюхин Вадим Владимирович
- Комитет по инфраструктуре в аграрным вопросам

председатель комитета Руденко Алексей Иванович
- Комитет по социальной политике и средствам массовой информации

председатель комитета Мирза Дзепщ Рамазанович
- Комитет по межнациональным отношениям и гуманитарным вопросам

председатель комптета Удычак Юрий Юнксович
- Комитет но делам военнослужащих, инвалидов, ветеранов войны и труда

председатель комитета Дорофеев, Александр Анатольевич
- Комитет по природным ресурсам, экологии и туризму

председатель комитета Козменко Георгий Георгиевич

## Государственный Совет — Хасэ Республики Адыгея второго созыва (январь 1996 — март 2001)
Структура Государственного Совета — Хасэ Республики Адыгея
- Президиум

### Председатель
Салов, Евгений Иванович
- Заместители Председателя Тлеуж, Адам Хусейнович, Беретарь Талий Аскерович с 26.11.1997 года — Сирченко Александр Александрович

### Комитеты
- Комитет по законодательству и законности

председатель комитета Дорофеев, Александр Анатольевич
- Комитет по бюджетно-финансовой, налоговой и экономической политике

председатель комитета Матыжев Аслан Кадырбечевич
- Комитет по вопросам местного самоуправления и связям с органами государственной власти

председатель комитета Семенчук Александр Фёдорович
- Комитет по межнациональным отношениям, науке в образованию

председатель комитета Удычак Юрий Юнусович
- Комитет по социальной политике, делам военнослужащих, инвалидов, ветеранов войны в труда

председатель комитета Иванов, Анатолий Георгиевич
- Комитет по средствам массовой информации, культуре, туризму и спорту

председатель комитета Галецкий Михаил Евгеньевич
- Комитет по аграрным вопросам и продовольствию

председатель комитета Руденко Алексей Иванович
с 29.04.1998 — Кошоков Ким Сафарбиевич
- Комитет по экологии и природопользованию

председатель комитета Хатит Адам Моссович

## Государственный Совет — Хасэ Республики Адыгея третьего созыва (март 2001 — март 2006)
4 марта 2001 года избран Государственный Совет — Хасэ Республики Адыгея третьего созыва, состоящий из двух палат: Совета Представителей и Совета Республики.
30 марта, 1 апреля 2001 года состоялись организационные сессии Совета Представителей и Совета Республики Государственного Совета-Хасэ Республики Адыгея. Председателем Совета Представителей избрана Т. М. Петрова, заместителем Н. М. Гончаров. Председателем Совета Республики избран М. Х. Тхаркахов. заместителем -Ю. Н. Петров.
Структура Государственного Совета — Хасэ Республики Адыгея

### Председатель Совета Представителей
- Петрова, Татьяна Михайловна

### Председатель Совета Республики
- Тхаркахов, Мухарбий Хаджиретович

## Государственный Совет — Хасэ Республики Адыгея четвёртого созыва (март 2006 — март 2011)
Структура Государственного Совета — Хасэ Республики Адыгея

### Председатель
- Хаджебиёков, Руслан Гиссович с 18.5.2008- Иванов, Анатолий Георгиевич

## Государственный Совет — Хасэ Республики Адыгея пятого созыва (март 2011 — март 2016)
С 2011 года 5-й созыв Государственного совета-Хасэ Республики Адыгея работает в составе 54 депутатов, избранных по единому и одномандатным округам. 30 из них заседали в Государственном Совете-Хасэ прошлого созыва.

### Состав
Адыгейцы - 49, русские - 45%
Структура Государственного Совета — Хасэ Республики Адыгея

### Председатель
- март 2011-8 марта 2012 Федорко, Фёдор Петрович,
- ВРИД 8 марта 2012 — 16 января 2013 Ашев, Мухамед Джумальдинович
- с 16.01.2013 Нарожный, Владимир Иванович

### Фракции
| Фракция             | Руководитель      | Кол-во депутатов |
| ------------------- | ----------------- | ---------------- |
| Единая Россия       | Владимир Нарожный | 41               |
| КПРФ                | Евгений Салов     | 6                |
| ЛДПР                | Игорь Андреев     | 3                |
| Справедливая Россия | Александр Лобода  | 2                |

### Комитеты и комиссии
- по законодательству, законности и вопросам местного самоуправления
- по бюджетно-финансовой, налоговой, экономической политике, предпринимательству и внешнеэкономическим связям
- по аграрной политике, имущественным и земельным отношениям
- по строительству, транспорту, связи и жкх
- по образованию, науке, делам молодежи, спорту, СМИ и взаимодействию с общественными организациями
- по социальной политике, делам семьи, здравоохранению и культуре
- по туризму, экологии и природопользованию
- по статусу, регламенту и депутатской этике

## Государственный Совет — Хасэ Республики Адыгея шестого созыва
С 2016 года 6-й созыв Государственного совета — Хасэ Республики Адыгея работает в составе 50 депутатов, избранных по единому и одномандатным округам.
Структура Государственного Совета — Хасэ Республики Адыгея

### Председатель
- 3 октября 2016 - 14 января 2017 Кумпилов, Мурат Каральбиевич . С 14 января 2017 Нарожный Владимир Иванович

### Фракции
| Фракция                         | Руководитель                | Кол-во депутатов |
| ------------------------------- | --------------------------- | ---------------- |
| Единая Россия                   | Нарожный, Владимир Иванович | 40               |
| КПРФ                            | Салов, Евгений Иванович     | 4                |
| ЛДПР                            | Панеш, Каплан Мугдинович    | 4                |
| Справедливая Россия — За правду | Лобода, Александр Павлович  | 2                |

## Государственный Совет — Хасэ Республики Адыгея седьмого созыва
С 2021 года 7-й созыв Государственного совета — Хасэ Республики Адыгея работает в составе 50 депутатов, избранных по единому и одномандатным округам.
Структура Государственного Совета — Хасэ Республики Адыгея

### Председатель
С 19 сентября 2017 Нарожный, Владимир Иванович

### Фракции
| Фракция                         | Руководитель                                                                  | Кол-во депутатов |
| ------------------------------- | ----------------------------------------------------------------------------- | ---------------- |
| Единая Россия                   | Нарожный, Владимир Иванович                                                   | 40               |
| КПРФ                            | Салов, Евгений Иванович                                                       | 4                |
| ЛДПР                            | Панеш, Каплан Мугдинович (до 12 октября 2021 года) Шовгенов, Тембот Муратович | 4                |
| Справедливая Россия — За правду | Лобода, Александр Павлович                                                    | 2                |

### Комитеты и комиссии
- по законодательству, законности и вопросам местного самоуправления
- по бюджетно-финансовой, налоговой, экономической политике, предпринимательству и внешнеэкономическим связям
- по аграрной политике, имущественным и земельным отношениям
- по строительству, транспорту, связи и жкх
- по образованию, науке, делам молодежи, спорту, СМИ и взаимодействию с общественными организациями
- по социальной политике, делам семьи, здравоохранению и культуре - председатель комитета  Н. С. Широкова
- по туризму, экологии и природопользованию
- по статусу, регламенту и депутатской этике

## Сенатор вСовете Федерацииот Государственного совета Адыгеи
- Хапсироков Мурат Крым-Гериевич — с 8 февраля 2012 года